# 大日本ダイヤコンサルタント
大日本ダイヤコンサルタント株式会社（だいにっぽんダイヤコンサルタント、Dia Nippon Engineering Consultants Co., Ltd.）は、東京都千代田区神田練塀町に本社を置く総合建設コンサルタント会社で、橋梁の受注高は国内トップである他、道路分野にも強みを持つ。旧社名は大日本コンサルタント株式会社。
本項では、持株会社であるDNホールディングス株式会社（ディーエヌホールディングス、DN HOLDINGS CO., LTD.）に関しても記述する。

## 沿革
- 1963年1月23日 - 東京都文京区駒込に設立。
- 1972年 - 本社を東京都千代田区神田佐久間町に移転。
- 1975年 - 本社を東京都文京区本駒込に移転。
- 1980年 - 本社を東京都台東区東上野に移転。
- 1989年 - 本社を東京都台東区松が谷に移転。
- 1994年 - 本社を東京都豊島区駒込に移転。
- 1995年6月2日 - 日本証券業協会に株式を店頭登録（証券コード:9797）。
- 1997年 - 東証2部上場。
- 2019年12月 - 本社を東京都千代田区神田練塀町に移転。
- 2021年
  - 7月12日 - 東証2部上場廃止[3]。
  - 7月14日 - ダイヤコンサルタントと共同株式移転を実施し、大日本コンサルタントはDNホールディングスの完全子会社となる。同時にDNホールディングスが大日本コンサルタントに代わって東証2部へ上場[4]。
- 2023年7月1日 - 大日本コンサルタントがダイヤコンサルタントと合併。同時に大日本コンサルタントの商号を大日本ダイヤコンサルタント株式会社に変更[5]。

## 関連会社
- NEテクノ株式会社
- 有限会社エーシーイー試錐工業
- 株式会社ウエルアップ
- 株式会社清流パワーエナジー
- NE-VIETNAM Co., Ltd.（ベトナム）